# Mona Tusz
Mona Tusz (ur. w Katowicach) – polska artystka street-artowa. Jej prace można oglądać na ścianach większości miast Śląska, a także w Bielsku-Białej, Łodzi, Warszawie czy Berlinie. Zajmuje się także fotoreportażem, grafiką, rzeźbą, scenografią oraz mozaiką. Prowadzi warsztaty dla dzieci, młodzieży oraz grup wykluczonych społecznie.
Prace artystki charakteryzują się elementami roślinnymi (także kopalnymi), kosmicznymi fakturami oraz tajemniczymi stworkami. Mona Tusz często wkomponowuje w swoje murale kolorowe lub zrobione z kawałków luster mozaiki. Czasem sięga po drewno czy metal. Identyfikuje się ze Śląskiem, co można zaobserwować w tematyce jej prac.

## Życiorys
Studiowała na Akademii Sztuk Pięknych w Katowicach na kierunku grafika warsztatowa. W czasie studiów mieszkała w Siemianowicach Śląskich, w pobliżu robotniczej dzielnicy Hugo. 
Po skończeniu studiów przeprowadziła się do Katowic, gdzie w chwili obecnej ma swoją pracownię (przy ul. Teatralnej).

## Kariera
W 2007 roku, będąc na trzecim roku studiów, zrealizowała pierwszy uliczny projekt – „zagospodarowała” swoimi grafikami dwa piętra klatki schodowej, w której wtedy mieszkała.
Od tego czasu zrealizowała wiele projektów w przestrzeni miejskiej. Jest znanym twórcą murali (tworzonych przede wszystkim na śląsku). Jest organizatorką lub współorganizatorką projektów i różnych akcji kulturalnych. Od 2011 roku brała udział w wielu festiwalach street-art. takich jak Katowice Street Art. Festiwal, Fan of Street Art w Warszawie, UNIQA Art Łódź oraz w Industriadzie.
Mona Tusz jest współzałożycielką Fundacji Modro. Zrealizowała, kilka murali oraz projektów społeczno-artystycznych, wraz z innym śląskim artystą – Raspazjanem. 
W 2019 roku Mona Tusz otrzymała nagrodę prezydenta Katowic w dziedzinie kultury.

## Wybrane prace indywidualne

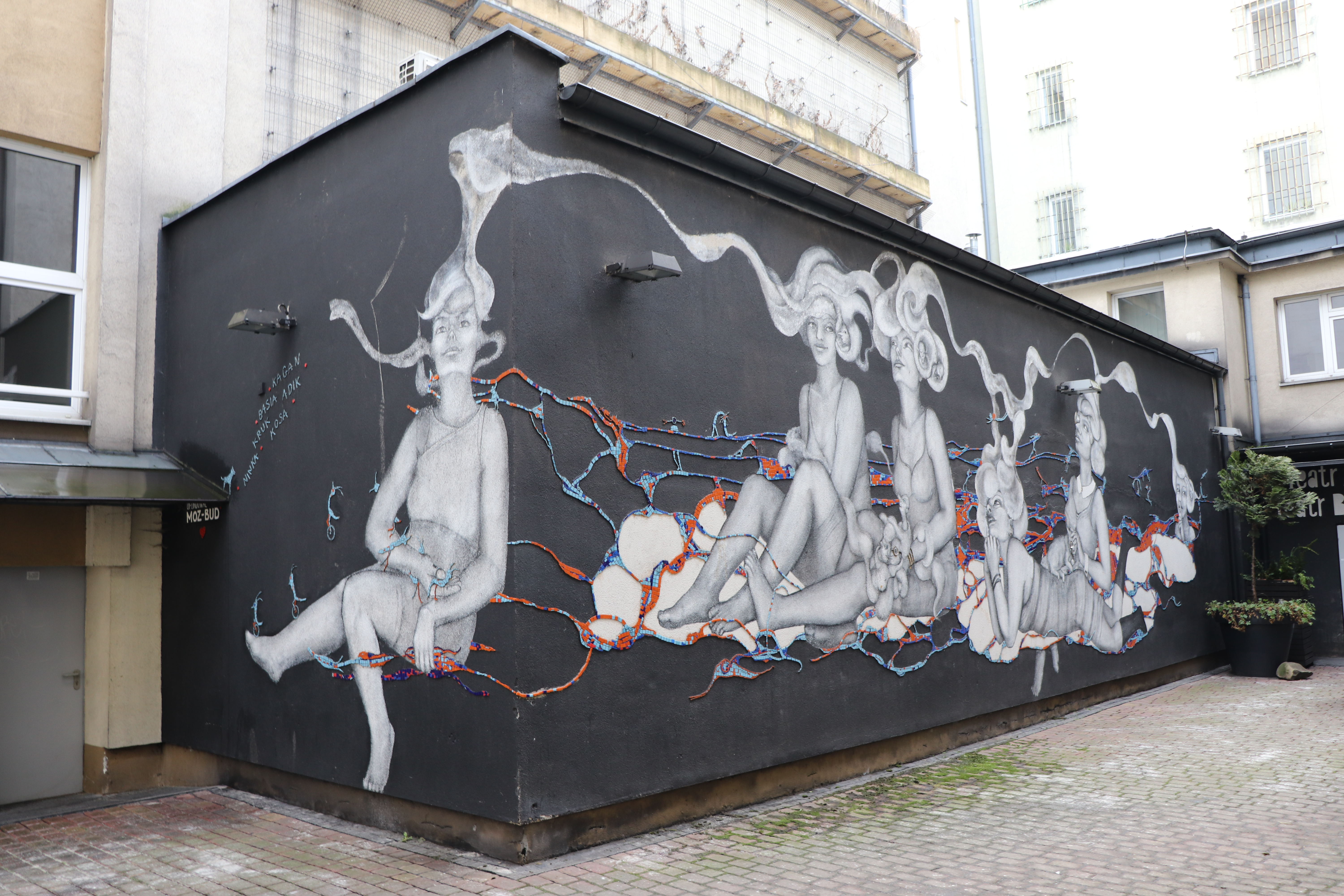
„8 mil na północ lotem wrony” (2015)

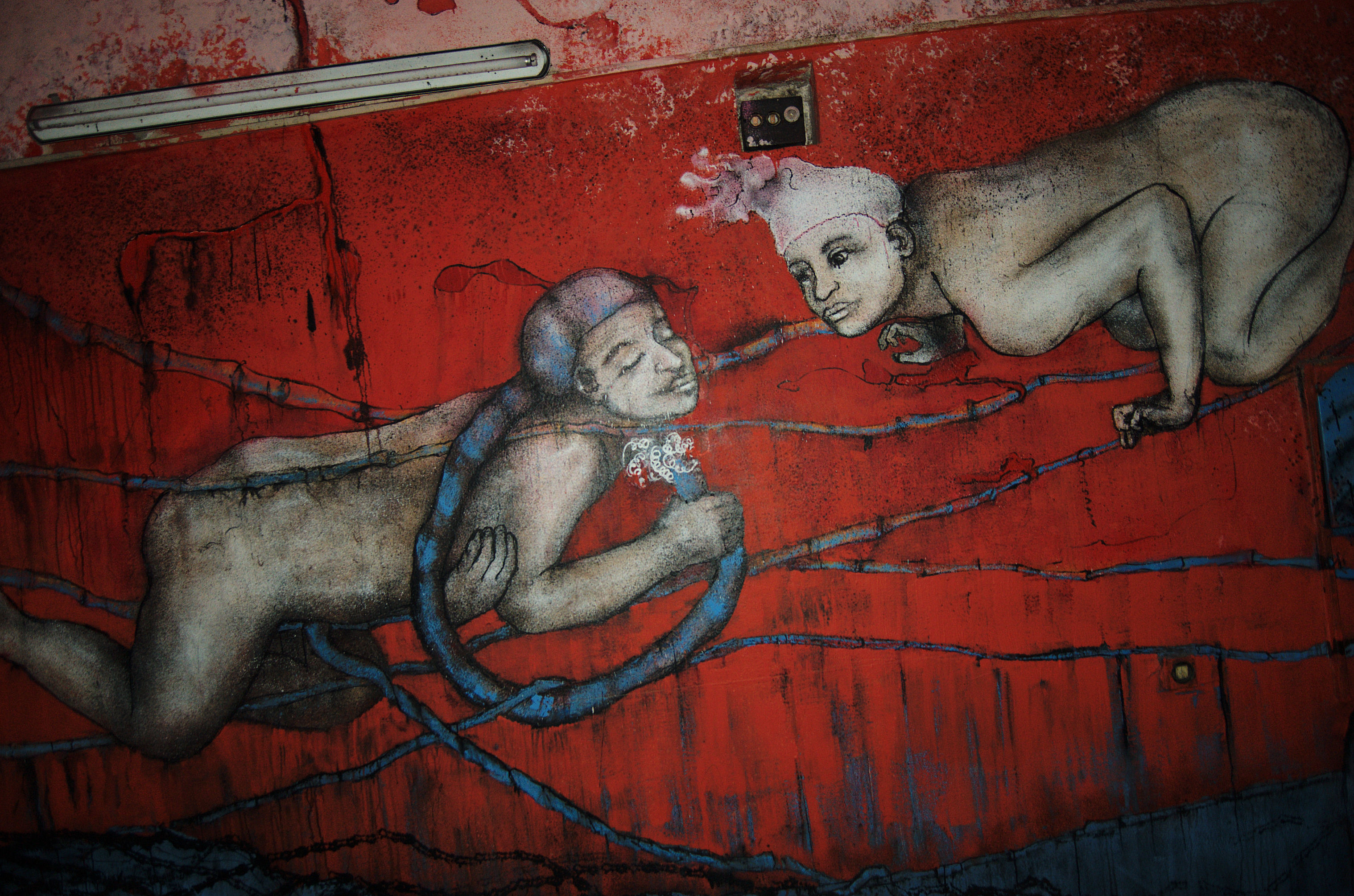
Praca w przejściu w Katowicach

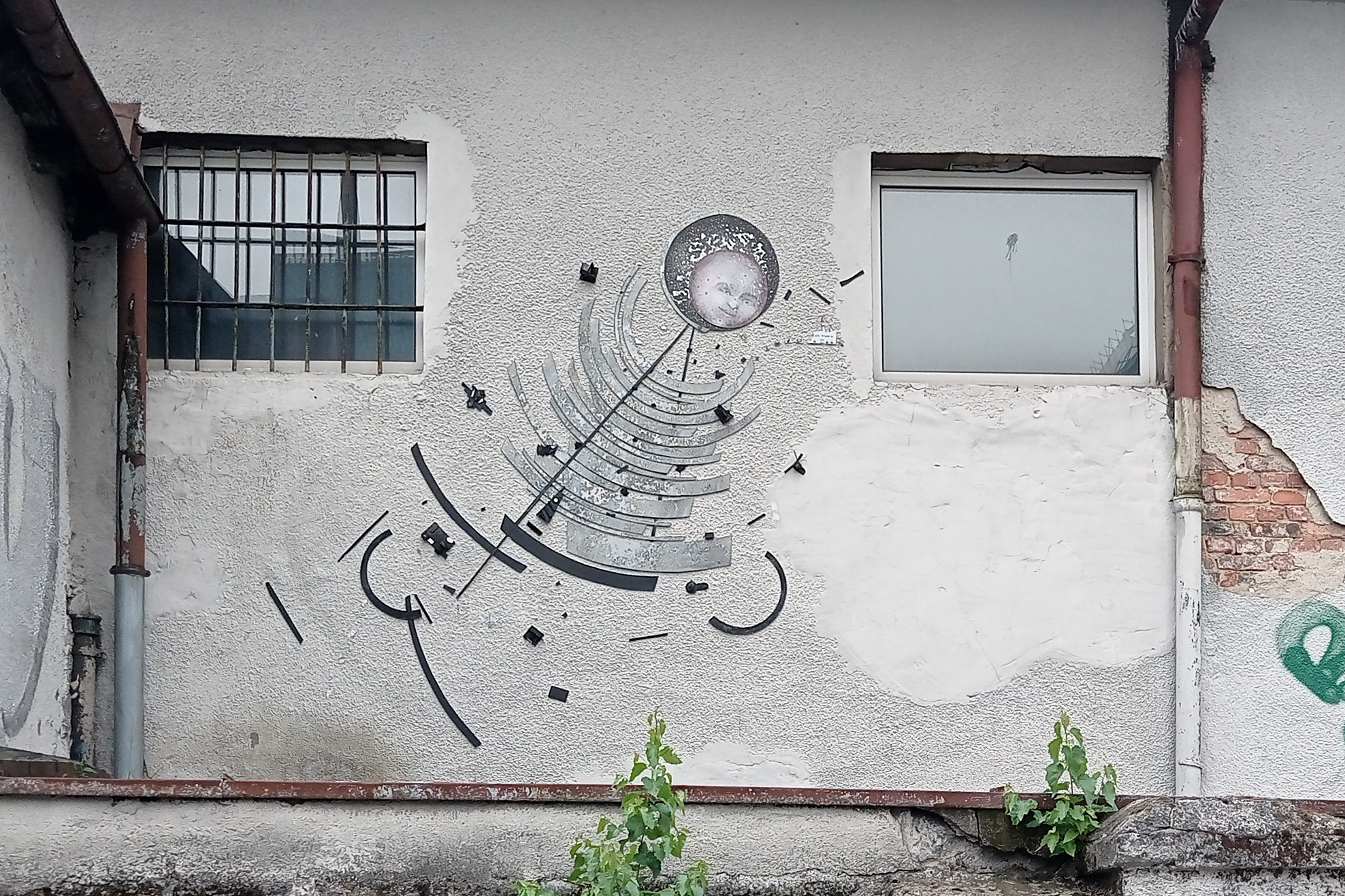
Mural przy ul. Piastowskiej 5 w Katowicach

- 2011 – Chorzów, Park Śląski – „Cóż za królestwo”;
- 2011 – Katowice – „Jak bym sobie dawał po mordzie” (w ramach Street Art. Festival);
- 2011 – Katowice, SCC – „Szeptuchy”;
- 2011 – Siemianowice Śl., dzielnica Hugo – „Lelki z Hugo”;
- 2012 – Katowice, SCC – „Na balkonach nieba”;
- 2012 – Warszawa, Fort Bema – „Niech to diabli”;
- 2012 – Wrocław – „Rogaś”;
- 2013 – Chorzów, ul. Wolności 11 – „W jednym spali domku”;
- 2013 – Katowice, spacerniak kobiet Aresztu Śledczego – „Cryminal Tabula Rasa”;
- 2013 – Siemianowice Śl., dzielnica Hugo – „Jaga Hugo i Bzionki”;
- 2013 – Zabrze, Biskupice – „Mosz hut na gowie”;
- 2013 – Zabrze, Biskupice – „Z okolic Bytomki”;
- 2014 – Kraków, Muzeum Żydowskie Galicja – „Drzewo życia”;
- 2014 – Warszawa – „Trójka wrona”;
- 2015 – Berlin, Schonenberg – „W pół do nieba”;
- 2015 – Chorzów, Muzeum Hutnictwa – „Przetopek”;
- 2015 – Katowice, ul. Gospodarcza 16 – „Dobranocka”;
- 2015 – Katowice, ul. 3 Maja 11 – „8 mil na północ lotem wrony”;
- 2015 – Katowice, ul. Oswobodzenia 6 – „Wieprzki na Podgrubie”;
- 2016 – Chełmek, pl. Kilińskiego 3 – „W pół do snu”;
- 2016 – Katowice, ul. Zamkowa (Wiadukt) – „Nigdy nie godej do mje chopie”;
- 2016 – Katowice, ul. Gospodarcza 16 – „O czym szumi piasek”;
- 2016 – Łódź, ul. Gdańska 132 – „Najdłuższa noc w roku”;
- 2016 – Rybnik – „Seler w kosmosie”;
- 2016 – Warszawa, ul. Bobrowiecka – „Kapitalne cięcie” (w ramach Fan of Street Art.);
- 2017 – Katowice, ul. 3 Maja 11 – „Jedna matka, różne sny”;
- 2018 – Katowice, ul. Młyńska 4 – „botanikapsuła” (na COP24);
- 2018 – Katowice, ul. Piastowska 5, ul. Warszawska 11, róg ul. Stanisława i ul. Warszawskiej, róg ul. Stanisława i ul. Mariackiej oraz ul. Mariacka 12 – „Wlepki industriadowe”;
- 2019 – Katowice, ul. Roździeńska 22 – „Flora i Florian”;
- 2020 – Katowice, galeria siedziby Instytucji Kultury – Katowice Miasto Ogrodów – „do punktu zero. ewolucja”;
- 2021 – Bielsko-Biała, ul. 1 Maja 45 – „Wierzby”;
- 2021 – Katowice, ul. 1 Maja 53 (inspirowane IEM);
- 2022 – Katowice, ul. Gliwicka 130c – „Łysek z karbońskiej komnaty”;
- 2022 – Racibórz, pl. Księżnej Ofki – „Pełnia w bobrze”;
- 2023 – Nowogród – „Na wzgórzu, nad rzeką”;
- 2023 – Hajnówka – „Letnia łąka kwietna”;
- 2023-24 – Hajnówka – „Simona Kossak”;
- 2024 – Nowogród, (inspirowane Narwią, rzeką płynącą przez Nowogród)[9][10].

## Wybrane prace zbiorowe
- 2011 – Katowice, ul. Gliwicka 148 (w ramach Katowice Street Art Festival);
- 2011 – Katowice, ul. Andrzeja 12 – „Ajnfart story”;
- 2013 – Siemianowice Śląskie, dzielnica Hugo – „Skąd tyle jadu?”;
- 2014 – Katowice, os. Adama (wraz z mieszkańcami Giszowca);
- 2017 – Chorzów, ul. Wolności 75 (praca z grupą seniorów);
- 2017 – Ostrów Mazowiecka – (praca z mieszkańcami Ostrowi Mazowieckiej);
- 2023 – Katowice, ul. Józefowska 32[9][10].

## Nagrody
- 2019 – nagrodę prezydenta Katowic w dziedzinie kultury[4].